# Friedrich Schultze
Friedrich Schultze (Rathenow, 12 agosto 1848 – Bonn, 14 ottobre 1934) è stato un neurologo tedesco.

## Biografia
Nel 1871 conseguì il dottorato a Heidelberg, e poi trascorse diversi anni come assistente del patologo Nikolaus Friedreich (1825-1882). Nel 1887 fu nominato professore presso l'Università di Dorpat, e poco dopo divenne direttore della clinica medica presso l'Università di Bonn, dove trascorse il resto della sua carriera.
Schultze era ricordato per le sue numerose pubblicazioni mediche che coinvolgono le indagini neuroanatomiche e neuropatologiche. Nel 1884 descrisse un disturbo neurologico che in seguito divenne noto come malattia di Charcot-Marie-Tooth. Fornì anche una prima descrizione di Parestesia. Nel 1891 con Wilhelm Heinrich Erb (1840-1921) e Adolph Strümpell (1853-1925), fondò la rivista Zeitschrift für Deutsche Nervenheilkunde.

## Opere principali
- Experimentelles über die Sehnenreflexe (con Paul Fürbringer 1849-1930); Centralblatt für die medizinischen Wisenschaften, Berlin, 1875.
- Über die Tetanie und die mechanische Erregbarkeit der peripheren Nerven, über die sekundäre Degenerationen des Rückenmarkes, Centralblatt für die medizinischen Wisenschaften, Berlin, 1876 & 1878, also in Archiv für Psychiatrie und Nervenkrankheiten, Berlin, XIV.
- Über Akroparästhesie. 1893, Deutsche Zeitschrift für Nervenheilkunde 3: 300-318.
- Lehrbuch der Nervenkrankheiten. volume 1, Stuttgart, 1898. VIII + 386 pages, a second volume was planned, but never materialized..
- Die Krankheiten der Hirnhäute und die Hydrocephalie, in Hermann Nothnagel Specielle Pathologie und Therapie, volume 9, 3, Vienna, 1901.[2]